# Ted Sator
Ted Sator (New Hartford, New York, 18. studenog 1949.) umirovljeni je američki hokejaš na ledu i današnji trener. U svojoj bogatoj trenerskoj karijeri četiri godine je bio prvi trener NHL momčadi New York Rangersa i Buffalo Sabresa. Bio je i u ECHL ligi, Italiji, Finskoj i Švedskoj, a dvije godine je vodio i Albu Volán. Bio je i glavni trener hrvatskog Medveščaka u EBEL-u.

## Trenerska karijera
Sator je trenerski zanat najprije godinama brusio u NHL počevši od 1983. kao pomoćni trener kod momčadi Philadelphie Flyersa. Nakon dvije sezone ponuđeno mu je mjesto glavnog trenera kod New York Rangersa. Na klupi Rangersa zadržao se dvije sezone te je već prve doveo klub do trećeg kruga doigravanja Stanleyjeva kupa. Od 1987 - 1989. Rangerse je zamijenio s Buffalo Sabresima s kojima je također izborio play-off (oba puta ispao u prvom krugu). U idućih devet godina bio je pomoćni trener Boston Bruinsa, St. Louis Bluese, Hartford Whalerse te Vancouver Canuckse, zatim pet sezona glavni trener ECHL momčadi New Orleans Brassa. Posljednju sezonu i pol bio je trener mađarskog prvoligaša Sapa Fehérvár AV 19. Nakon otpuštanja Kanađanina Enija Sacilottoa na mjestu šefa struke hrvatskog EBEL ligaša Medveščaka Sator je uz vođenje mađarske reprezentacije preuzeo njegovo mjesto. U debiju na Medveščakovoj klupi njegovi su hokejaši nadigrali austrijski Linz 6:4.
Osim iskustva u NHL-u, Sator je vodio velike klubove i u Italiji, Finskoj i Švedskoj. Godinama je bio pomoćni trener reprezentacije SAD-a, te izbornik slovenske selekcije koju je uveo u Elitnu skupinu, a od 2009. je na čelu mađarske reprezentacije hokeja na ledu.

## Vanjske poveznice
- Profil na The Internet Hockey Databse